# Милан Бадель
Милан Бадель (хорв. Milan Badelj, нар. 25 лютого 1989, Загреб) — хорватський футболіст, опорний півзахисник італійського клубу «Дженоа» та національної збірної Хорватії.

## Клубна кар'єра
Народився 25 лютого 1989 року в місті Загреб. Вихованець юнацьких команд футбольних клубів «Поникве» та «Загреб».
Перший досвід виступів на дорослому рівні отримав, виступаючи на правах оренди у складі команди друголігового клубу «Локомотива» в сезоні 2007–08.
2008 року повернувся з оренди до загребського «Динамо», в якому відразу ж став регулярно потрапляти до основного складу. Відіграв за «динамівців» понад 100 матчів в національному чемпіонаті. Допоміг команді чотири рази поспіль стати переможцем першості Хорватії.
У серпні 2012 року став гравцем німецького «Гамбурга», в якому протягом двох сезонів був основним півзахисником.
1 вересня 2014 року за 5 мільйонів євро приєднався до італійської «Фіорентіни». У складі італійської команди відразу став одним з основних виконавців у середині поля. Після передчасної смерті Давіде Асторі у березні 2018 року був обраний капітаном команди.
Сезон 2018/19 провів у «Лаціо», після чого ще на один сезон повертався до «Фіорентіни», кольори якої захищав на умовах оренди.
Повернувшись з оренди до «Лаціо», вже 16 вересня 2020 року на правах вільного агента перейшов до «Дженоа», з яким уклав трирічний контракт.

## Виступи за збірні
2004 року дебютував у складі юнацької збірної Хорватії, взяв участь у 48 іграх на юнацькому рівні, відзначившись 2 забитими голами.
Протягом 2009—2010 років залучався до складу молодіжної збірної Хорватії. На молодіжному рівні зіграв у 16 офіційних матчах.
2010 року дебютував в офіційних матчах у складі національної збірної Хорватії. Відтоді регулярно викликався до лав національної команди, включався до її заявки на чемпіонат Європи 2012 року та чемпіонаті світу 2014 року, проте обидва турніри провів на лаві для запасних.
На Євро-2016 вже поїхав як гравець стартового складу хорватської збірної, взяв участь в усіх матчах команди на турнірі, на якому вона дійшла 1/8 фіналу, де мінімально 0:1 програла майбутнім переможцям першості, португальцям.
Був включений до заявки збірної на чемпіонат світу 2018 року, знову як резервний гравець. Провів дві перші гри групового етапу на лаві для запасних. На третю гру у групі вийшов у стартовому складі, оскільки на той момент хорвати вже вирішили завдання виходу до плей-оф і тренерський штаб дав відпочити лідерам команди. Відкрив рахунок у цій грі, а наприкінці зустрічі асистував Івану Перишичу забити другий гол, допомігши таким чином балканцям здобути третю перемогу поспіль (2:1 проти збірної Ісландії).
| Дата       | Місто           | Господарі          | Результат               | Гості       | Турнір                               | Голи | Примітки  |
| ---------- | --------------- | ------------------ | ----------------------- | ----------- | ------------------------------------ | ---- | --------- |
| 23-5-2010  | Осієк           | Хорватія           | 2 – 0                   | Уельс       | товариський матч                     | -    | 90'       |
| 26-5-2010  | Таллінн         | Естонія            | 0 – 0                   | Хорватія    | товариський матч                     | -    | 23' — 88' |
| 2-9-2011   | Та-Калі         | Мальта             | 1 – 3                   | Хорватія    | Відбір до ЧЄ 2012                    | 1    | 82'       |
| 25-5-2012  | Пула            | Хорватія           | 3 – 1                   | Естонія     | товариський матч                     | -    |           |
| 15-8-2012  | Спліт           | Хорватія           | 2 – 4                   | Швейцарія   | товариський матч                     | -    | 60'       |
| 12-10-2012 | Скоп'є          | Північна Македонія | 1 – 2                   | Хорватія    | Відбір до ЧС 2014                    | -    | 84'       |
| 16-10-2012 | Осієк           | Хорватія           | 2 – 0                   | Уельс       | Відбір до ЧС 2014                    | -    |           |
| 26-3-2013  | Суонсі          | Уельс              | 1 – 2                   | Хорватія    | Відбір до ЧС 2014                    | -    | 46'       |
| 14-8-2013  | Вадуц           | Ліхтенштейн        | 2 – 3                   | Хорватія    | товариський матч                     | -    | 46'       |
| 12-11-2014 | Лондон          | Аргентина          | 2 – 1                   | Хорватія    | товариський матч                     | -    |           |
| 16-11-2014 | Мілан           | Італія             | 1 – 1                   | Хорватія    | Відбір до ЧЄ 2016                    | -    | 83'       |
| 28-3-2015  | Загреб          | Хорватія           | 5 – 1                   | Норвегія    | Відбір до ЧЄ 2016                    | -    | 88'       |
| 7-6-2015   | Вараждин        | Хорватія           | 4 – 0                   | Гібралтар   | товариський матч                     | -    | 65'       |
| 3-9-2015   | Баку            | Азербайджан        | 0 – 0                   | Хорватія    | Відбір до ЧЄ 2016                    | -    | 59'       |
| 10-10-2015 | Загреб          | Хорватія           | 3 – 0                   | Болгарія    | Відбір до ЧЄ 2016                    | -    | 46'       |
| 13-10-2015 | Та-Калі         | Мальта             | 0 – 1                   | Хорватія    | Відбір до ЧЄ 2016                    | -    | 38'       |
| 17-11-2015 | Ростов-на-Дону  | Росія              | 1 – 3                   | Хорватія    | товариський матч                     | -    |           |
| 23-3-2016  | Осієк           | Хорватія           | 2 – 0                   | Ізраїль     | товариський матч                     | -    | 50'       |
| 27-5-2016  | Копривниця      | Хорватія           | 1 – 0                   | Молдова     | товариський матч                     | -    | 46'       |
| 4-6-2016   | Рієка           | Хорватія           | 10 – 0                  | Сан-Марино  | товариський матч                     | -    | 75'       |
| 12-6-2016  | Париж           | Туреччина          | 0 – 1                   | Хорватія    | ЧЄ 2016 - 1-й етап                   | -    |           |
| 17-6-2016  | Сент-Етьєн      | Чехія              | 2 – 2                   | Хорватія    | ЧЄ 2016 - 1-й етап                   | -    | ЖК        |
| 21-6-2016  | Бордо           | Хорватія           | 2 – 1                   | Іспанія     | ЧЄ 2016 - 1-й етап                   | -    |           |
| 25-7-2016  | Ланс            | Хорватія           | 0 – 1 д.ч.              | Португалія  | ЧЄ 2016 - 1/8 фіналу                 | -    |           |
| 5-9-2016   | Загреб          | Хорватія           | 1 – 1                   | Туреччина   | Відбір до ЧС 2018                    | -    |           |
| 6-10-2016  | Шкодер (місто)  | Косово             | 0 – 6                   | Хорватія    | Відбір до ЧС 2018                    | -    |           |
| 9-10-2016  | Тампере         | Фінляндія          | 0 – 1                   | Хорватія    | Відбір до ЧС 2018                    | -    |           |
| 12-11-2016 | Загреб          | Хорватія           | 2 – 0                   | Ісландія    | Відбір до ЧС 2018                    | -    | 39'       |
| 15-11-2016 | Белфаст         | Північна Ірландія  | 0 – 3                   | Хорватія    | товариський матч                     | -    | 51'       |
| 24-3-2017  | Загреб          | Хорватія           | 1 – 0                   | Україна     | Відбір до ЧС 2018                    | -    |           |
| 28-3-2017  | Таллінн         | Естонія            | 3 – 0                   | Хорватія    | товариський матч                     | -    | 58'       |
| 11-6-2017  | Рейк'явік       | Ісландія           | 1 – 0                   | Хорватія    | Відбір до ЧС 2018                    | -    |           |
| 3-9-2017   | Загреб          | Хорватія           | 1 – 0                   | Косово      | Відбір до ЧС 2018                    | -    | 55'       |
| 5-9-2017   | Ескішехір       | Туреччина          | 1 – 0                   | Хорватія    | Відбір до ЧС 2018                    | -    | 90+2'     |
| 9-10-2017  | Київ            | Україна            | 0 – 2                   | Хорватія    | Відбір до ЧС 2018                    | -    |           |
| 28-3-2018  | Арлінгтон       | Мексика            | 0 – 1                   | Хорватія    | товариський матч                     | -    | 46'       |
| 3-6-2018   | Ліверпуль       | Бразилія           | 2 – 0                   | Хорватія    | товариський матч                     | -    | 61'       |
| 8-6-2018   | Осієк           | Хорватія           | 2 – 1                   | Сенегал     | товариський матч                     | -    | 46'       |
| 26-6-2018  | Ростов-на-Дону  | Ісландія           | 1 – 2                   | Хорватія    | ЧС 2018 - 1-й етап                   | 1    |           |
| 1-7-2018   | Нижній Новгород | Хорватія           | 1 – 1 д.ч. (3 – 2 п.п.) | Данія       | ЧС 2018 - 1/8 фіналу                 | -    | 108'      |
| 11-7-2018  | Москва          | Хорватія           | 2 – 1 д.ч.              | Англія      | ЧС 2018 - півфінал                   | -    | 119'      |
| 6-9-2018   | Фару            | Португалія         | 1 – 1                   | Хорватія    | товариський матч                     | -    |           |
| 12-10-2018 | Рієка           | Хорватія           | 0 – 0                   | Англія      | Ліга націй УЄФА 2018-2019 - 1-й етап | -    | 73'       |
| 15-10-2018 | Рієка           | Хорватія           | 2 – 1                   | Йорданія    | товариський матч                     | -    | 46'       |
| 21-3-2019  | Загреб          | Хорватія           | 2 – 1                   | Азербайджан | Відбір до ЧЄ 2020                    | -    | 90+2'     |
| 8-6-2019   | Осієк           | Хорватія           | 2 – 1                   | Уельс       | Відбір до ЧЄ 2020                    | -    | 76'       |
| 11-6-2019  | Вараждин        | Хорватія           | 1 – 2                   | Туніс       | товариський матч                     | -    | 55'       |
| 6-9-2019   | Братислава      | Словаччина         | 0 – 4                   | Хорватія    | Відбір до ЧЄ 2020                    | -    | 82'       |
| 13-10-2019 | Кардіфф         | Уельс              | 1 – 1                   | Хорватія    | Відбір до ЧЄ 2020                    | -    | 90'       |
| 19-11-2019 | Пула            | Хорватія           | 2 – 1                   | Грузія      | товариський матч                     | -    |           |
| 7-10-2020  | Санкт-Галлен    | Швейцарія          | 1 – 2                   | Хорватія    | товариський матч                     | -    | 46'       |
| Усього     |                 | Матчів             | 51                      |             | Голів                                | 2    |           |

## Титули і досягнення
- Чемпіон Хорватії (4):

«Динамо» (Загреб): 2008–09, 2009–10, 2010–11, 2011–12
- Володар Кубка Хорватії (3):

«Динамо» (Загреб): 2008-09, 2010-11, 2011-12
- Володар Суперкубка Хорватії (1):

«Динамо» (Загреб): 2010
- Володар Кубка Італії (1):

«Лаціо»: 2018-19
- Віце-чемпіон світу: 2018